# Imouzzer Kandar
Imouzzer Kandar (en àrab إيموزار كندر, Īmūzzār; en amazic ⵉⵎⵓⵣⵣⴰⵔ ⴽⵏⴷⵕ) és una comuna rural de la província de Sufruy, a la regió de Fes-Meknès, al Marroc. Segons el cens de 2014 tenia una població total de 19.125 persones. És habitada pels Aït Seghrouchen.